# Mano di velluto
Mano di velluto è un film del 1966, diretto da Ettore Fecchi.

## Trama
Dopo alcuni furti compiuti all'estero un raffinato ladro chiamato "Mano di velluto" va a casa della sorella per organizzare una banda con cui compiere una rapina. La sorella gli consiglia come complici due delinquentelli pasticcioni. Il primo furto, progettato ai danni di una ricca signora fallisce, proprio per l'inadeguatezza di questi due sbandati. La banda poi tenta un colpo ai danni di una famiglia scozzese: la signora viene circuita dai due delinquenti, mentre il marito soffre le avances dell'amante di Mano di velluto mentre lui corteggia la figlia. Le cose vanno male perché Mano di velluto viene perseguitato da una giovane del posto che si trova sempre al posto sbagliato nel momento sbagliato. Alla fine la banda scopre il nascondiglio dei gioielli che vuole rubare ma i gioielli non ci sono e i criminali vengono tutti arrestati.